# Szupervízió
Magyarországon a szupervíziónak három modellje működik. A különböző pszichoterápiás módszerekhez köthető klinikai szupervízió, az „angolszász” modell szerint működő szupervízió és az „európai” szupervíziós modell.
A szupervízió elismert szupervizorok által nyújtott, hivatalos, kapcsolaton alapuló, munkára összpontosító oktatás és képzés, amely irányítja, támogatja, fejleszti és értékeli a kolléga/kollégák munkáját.

## Mi a szupervízió?
Több megközelítés van:
- A szupervízió reflektív teret biztosít azon szakemberek számára, akik kliensekkel dolgoznak, (szociális munkások, pszichoszociális területen dolgozó terapeuták, stb.), azzal a céllal, hogy a szakemberek szakmai attitűdjük és teljesítményük minőségét biztosítsák és fejlesszék. Ebben a munkamódban a fókusz a szupervizált kliensein van, illetve azon, hogy a szupervizált, hogyan dolgozik együtt a klienseivel. Ez a megközelítés gyakran – bár nem feltétlenül – azt jelenti, hogy a szupervízor gyakorlott szakember a szupervizált munkaterületén. (ECVision. A szupervízió és coaching európai fogalomtára)
- „A szupervízió módszeresen strukturált tanulási folyamat, amely a szupervizand szakmai tapasztalatára reflektál, a szupervizor a folyamat kereteiért felelős, a szupervizált pedig a tanulási céljáért.”

- A szupervízió olyan speciális szakmai személyiségfejlesztő módszer, amelynek alkalmazása nélkülözhetetlen a segítő foglalkozásúak – köztük a szociális területen személyes gondoskodást végző szakemberek – hivatásgondozásában, saját mentálhigiénéjében, szakmai továbbképzésében és munkájának minőségbiztosításában.
- A vezetői szupervízió a szervezetek operatív szintjén zajlik, és a meghatározott és kommunikált feladatok irányítását és ellenőrzését foglalja magában. Ebben a helyzetben a szupervízor a szervezeti hierarchia része. A szupervízió ezen értelmezése angolszász eredetű és többnyire globálisan működő szervezetekben alkalmazzák. . (ECVision. A szupervízió és coaching európai fogalomtára)

## A szupervízió célja, formája és tartama
Az európaiszupervízió  szakmai személyiségfejlesztő módszer a szociális, pedagógiai, profit és nonprofit területen. Célja a hivatásbeli személyiség kompetencia fejlesztése. Megközelítésük szerint a szupervízió nem felügyeletet, nem ellenőrzést jelent, hanem egy tanulási folyamat a személyes tapasztalat szakmai és/vagy személyes kontextusában. A szupervízió eszköztára az alkalmazott pszichológia és a pszichoterápia módszerei közül integrálódnak, tiszteletben tartva a kompetenciahatárokat és -kereteket.
A szupervízió célja a szakmai kompetencia növelése, a kooperáció és a hatékonyság fejlesztése. Elősegíti az intervenciós lehetőségek tudatosítását, és támogatja a kapcsolatok és munkaköri rendszerek hatékony együttműködését. A szupervíziós ülések kéthetente történnek, vagy csoportos, vagy team, vagy egyéni formában. Egy másik forma, amikor havonta egyszer, de 2×2 ülésben zajlik a folyamat. Projektkísérés vagy krízis esetén, ha szükséges, lehet gyakrabban is összejönni.
A klinikai és angolszász szupervízió céljai "normatívak" – a szakmai munka minőségének biztosítása, "helyreállítóak" – érzelmi feldolgozás ösztönzése, és "formatívak" – a szupervízandok kompetenciájának, képességének és általános esetkezelési hatékonyságának fenntartása és elősegítése. 

## Szupervízió alapú coaching
A coaching egy megoldás orientált tanácsadási módszer olyan embereknek, akik a nyilvánosság középpontjában állnak, és vezetői feladatokat látnak el – például gazdaság, politika, adminisztráció, művészet, tudomány, kultúra, vallás, sport területén.
A coaching támogatja:
- fontos feladatokra és eseményekre való intenzív előkészülést
- új követelmények miatt szükséges új stratégiák kifejlesztését
- nagy tanulási feladatok megfogalmazását és végrehajtását
- a saját szerepkör és karrier tudatos alakítását
- az egyéni sikerek biztosítását
- a burn-out és mobbing elhárítását

A coaching három fő területe a vezetői coaching (executive coaching), az üzleti coaching (business coaching) és az életvezetési coaching (life coaching). Időnként nehéz egyértelműen megkülönböztetni őket egymástól, mert a témák között átfedések lehetnek.
A szupervízió alapú coaching eszközei például a kérdés, a reflektív kérdés és a személyes tanulás.

## Szociális munka szupervíziója
A szociális munka szupervíziójának angolszász modellje magától értetődőnek tekinti, hogy az adott intézményen belül a vezető által nyújtott a szupervízió, a vezető végzettségét tekintve szociális munkás és rendelkezik szupervízióra vonatkozó tudásokkal/képzéssel. Lehetséges szervezeten kívüli szupervizort alkalmazni, de szigorú követelményrendszer van megfogalmazva a szociális munka szakmai szempontjai alapján a szupervizorral szemben. A szupervízió folyamatos, a mindennapi működés része és egy szociális munkás többféle – egyéni, team, multidiszciplináris, peer – szupervízióban is részt vesz a munkája során. Az intézményben nyújtott szupervíziónak biztosítania kell a szupervízió mindhárom funkcióját, így az oktatás, támogatás, elszámoltathatóság kritériumait. Az oktatási funkció a szociális munka gyakorlaton alapuló ismeretek, megértés és készségek fejlesztése, a kritikai reflexió működtetése, perspektívák láthatóvá tétele, az új ismeretekből és megértésekből a gyakorlatra vonatkozó következtetések levonása. A támogatási funkció biztosítja a szociális munkás segítő helyzetéhez tartozó érzelmi terhek feldolgozását, megértését, tudatosítását és a segítés folyamatára ható érzelmi tényezők átlátását, kontrollálását. A szupervízió segíti a személyes és szakmai határok tisztázását, a segítés folyamatát befolyásoló érzelmi tényezők kezelését. Az elszámoltathatósági funkció biztosítja az esetkezelés vizsgálatát a szociális munka normái, módszertana, etikája, az intézményi eljárások, illetve a kliens számára nyújtott szolgáltatás eredményessége és minősége szempontjából. A szupervízió része a segítő munka szervezeti, a tágabb szakmai, szervezetközi, politikai, jogszabályi összefüggéseinek vizsgálata, a felmerülő problémákra stratégiai válaszok, rendszerszintű javaslatok kidolgozása. Az intézményen belül, vezető által biztosított szupervízió fontos része a hatalmi dinamikák, az ellenőrzéssel kapcsolatos kérdések megfelelő kezelése, az erre adott reflektív megértés biztosítása a szupervízión belül. A szociális munkások akkreditációjának és továbbképzésének feltételei között szerepel a folyamatos szociális munkás által vezetett szupervízióban való részvétel, amelynek formája lehet személyes vagy online egyéni, csoport, team szupervízió, meghatározott körülmények között elfogadható más szakemberek által vezetett szupervízió is. A szupervíziós kapcsolat sikeressége és minősége szempontjából fontos, hogy a szociális munkásnak lehetősége legyen a szupervizor vagy szupervíziós csoport kiválasztásában részt venni – intézményen belül megválasztani a szupervizorát vagy külső szupervizort. Evidencia, hogy a szociális munkásnak szupervízióba kell járnia, hogy megválaszthatja a szupervízió formáját és a szupervízor személyét, de a szupervíziónak biztosítani kell a szupervízió három funkcióját (oktatás, támogatás, elszámoltathatóság). A szociális munkások a szupervíziós megállapodások széles skáláját és kombinációját alkalmazhatják, amelyek megfelelnek a szupervíziós sztenderdeknek, a szupervízió céljának, funkciójának, követelményeinek. A szociális munkást foglalkoztató szervezet érdeke és felelőssége, hogy megfelelő szupervíziót vehessen igénybe minden szociális munkás. Elvárás, hogy a szupervíziós megközelítések dinamikusak legyenek, és reagáljanak a szociális munka gyakorlatának területeire és a szociális munkát végző szakembert érintő konkrét problémákra. A szupervíziós folyamatnak elő kell segítenie a gyakorlat kritikus átgondolását, amely az értékek és etika, a hatalmi dinamika, a személyközi dinamika, a strukturális tényezők, az elméleti felfogás, az alternatív perspektívák, a szakmai tudás és az aktuális kutatási eredmények elemzését ösztönzi a gyakorlati kérdések kifinomultabb megértése és a megalapozottabb gyakorlati döntések kialakítása érdekében. A hibák azonosítása arra szolgál, hogy a korrekciók kidolgozásra kerüljenek és a tapasztalatok felhasználásával kialakuljon annak stratégiája, hogy a jövőben ne kövesse el a szociális munkás azt adott hibát. A szociális munka szupervíziójának része a problémák azonosítása, feltárása, az értékek, elvek, szabályozások vizsgálata, a cselekvések lehetséges következményeinek mérlegelése, a méltányosság, igazságosság, tisztelet teljesülésének értékelése. (Németh László szociális munka szupervíziójának sztenderdjei) 

## Kinek hasznos a szupervízió?
- ·        A szupervízió strukturált és védett időt és teret biztosít a komplex helyzetekben megvalósuló szakmai működés reflektálására. A szupervízió elsődlegesen az egyének, csoportok, teamek és szervezetek fejlődését szolgálja. Fejleszti az egyének és csoportok/teamek szakmai életét, az intézményi keretekben betöltött szerepükre vonatkozólag. Fókuszál továbbá a munkacsoportok tagjai közti kommunikáció minőségének biztosítására és fejlesztésére, és a különböző munkakörnyezetekben megvalósuló együttműködés lehetőségeire.

- A szupervízió támogatást nyújt a különböző refelxiós és döntéshozatali folyamatokban, illetve a kihívásokkal, nagy megterhelésekkel járó szakmai helyzetekben és konfliktusokban. Támogatja a feladatok, funkciók és szerepek tisztázását és azok kivitelezését, végrehajtását. Támogatja a változási folyamatok kezelését azáltal, hogy a szupervízió tere segít innovatív megoldásokat találni az új kihívásokra és a mobing, illetve a kiégés megelőzésére.

## A szupervízió rövid története
Amerikában a szociális munka kezdeteivel indult el a szupervízió a fejlődés útján.
Mary Richmond, aki egy jóléti szervezet munkatársa volt, kezdett el foglalkozni a segítségnyújtás elméletével. Ő volt az egyéni esetkezelés (case work) és a szupervízió megalapozója. A szupervízió mint adminisztratív kontroll jelent meg, célja pedig a hatékony és eredményes szakmai munka elérése volt. A szupervízió funkciója ezután képzési elemekkel bővült, a fejlődés, valamint a szakmai kompetencia elsődleges forrása lett. A szupervízió elsősorban az esetre vonatkozott, fókuszába az esetkezelést végző került. A munkában a hierarchikusan kifejlett minőség-ellenőrzés (supervision) és alkalmazása jellemző, másrészt a kollegiális tanácsadás (consultation).
A szupervízió pszichologizálódása az 1920-as évektől indult el, amikor Freud és tanítványai (Ferenczi, Rank) a fasizmus elől Amerikába emigráltak. A pszichológusok és orvosok a szociális munkába kapcsolódtak be, mivel saját szakmájukban nem praktizálhattak. Megjelent tehát a szupervízió adminisztratív és képzési funkciója mellett a szupportív funkciója is, amely elsősorban a szupervizáltaknak segít a munka okozta stressz és problémák feldolgozásában.
Kovács Vilma és Ferenczi Sándor együtt dolgozta ki a pszichoanalitikus szupervízió magyar módszerét (Budapesti Iskola), ami írásban 1933-ban jelent meg a „Kiképző analízis és kontrollanalízis” című tanulmányban. A pszichoanalízis abból indul ki, a korábbi oktatási formákhoz képest, hogy sajátélményt kell szerezni a módszerben. A pszichoanalízisre vonatkozóan ezt a követelményt az 1922-es berlini kongresszus fogadta el. Az analízis terápiás alkalmazásának feltétele az elméleti kiképzés mellett egy analitikus folyamat szupervízióban történő végig vitele. A Budapesti Iskola modelljében a kontrollanalizis (szupervízió) célja a praktikus munka tanítása és ellenőrzése. 
Az 1920-as évektől az 1950-es évekig a szupervizált fejlődése került a szupervízió fókuszába. Nem sokkal később az USA-ban bevezetett szociális törvény jelentősen megváltoztatta a szociálisan segítő beavatkozás módját és irányát. A pszichoszociális megközelítés került az esetkezelés előterébe. Az 50-es években hozták be Nyugat-Európába (elsőként Hollandiába) mint a Marshall-terv oktatási programjának egy komponenseként az európai szupervíziós modellt.
A szupervízió Hollandiában nagy átalakuláson ment keresztül. Az adminisztratív kontroll funkciót a hatékonyabb tanulási folyamat érdekében véleményük szerint ki kell hagyni. A szupervízióban a szupportív funkcióra helyezték a hangsúlyt. Megindult Hollandiában a szupervizorképzés önálló, intézményi formája. A szociális munka professzionalizálódásának folyamatában kialakultak a nagy szakmai szervezetek, előtérbe került a képzési és ellenőrzési feladatok szupervízióban való szétválasztása. A szupervízió Hollandiából terjedt át Európa számos országába (Belgium, Németország, Svájc, Ausztria, Franciaország, Spanyolország).
Az 1960-as évek végére általános felismeréssé vált, hogy a szupervízió – bár vannak szakmaspecifikus vonásai – olyan komplex megközelítés és diszciplína, amely szinte egyedülálló hatékonyságú a szakmai és a személyi kompetencia fejlesztésében. Az európai szupervízió elméleti és gyakorlati fejlődésének fő szempontjai a szakmai hozzáértés fejlesztése, amely tanulási feladatként van megfogalmazva.
A 70-es években Európa számos országában kidolgozták a posztgraduális képzés keretein belül zajló szupervizorképzést. Ezzel jött létre az a szakmai bázis, amely lehetővé tette az önálló identitás és a szakmai specializáció kialakulását. A fejlődő szupervízió elméletei gazdagodtak (szociológiai hatás), tovább differenciálódtak, amely lehetővé tette a szupervízió sajátos, helyi arculatának megjelenését mindenütt. A szupervíziós megbeszélések középpontjába az eseten, az esethozón, az esethozó fejlődésén túl bekerültek az intézményi és más, a szociális munka, illetve a segítő munka környezetét illető szociológiai összefüggések is.
A 80-as évekre kialakulnak a szupervízió integratív modelljei, amelyek magukban foglalják a szociológiai és pszichológiai elméletek hozadékait is. Ismét középpontba kerülnek a pszichológiai módszerek, amelyeket a stresszről és a kiégési (burnout) szindrómáról szóló kutatási eredmények indokoltak. Ezek igazolták azt a feltevést is, hogy megfelelő támogatás nélkül nem lehet a segítő foglalkozásokban hosszú távon eredményesen dolgozni. A szupervízió tehát egyrészt a szakemberek támogatás iránti igényeként (prevenció), másrészt a minőségbiztosítás módszereként jelent meg a szakmai köztudatban. A módszerekben is változás következett be, a korábbi, főként egyéni, kétszemélyes felállás mellett megjelentek a csoportos, team, peer és egyéb csoportos szupervíziós munkaformák is, amelyek elterjedtek az egyéni szupervízióval szemben.
A 90-es évekre a szupervízió önálló szakmává, diszciplínává nőtte ki magát, amely mindenféle segítő kapcsolati munkában a szakmai kompetenciafejlesztés leghatékonyabb módszerévé vált. A szakmai identitás fejlődésének és a piaci keresletnek az egymásra hatásaként jelentek meg új formátumú szupervíziók is, amelyekre a humán ellátó területeken túl az ipari, gazdasági szférában is van igény.
Magyarországon a különböző pszichoterápiás módszerek saját képzési rendjükön belül képezik ki a szupervizorokat (kiképzőket), ami a szakmai munka elismerése. Az európai szupervíziós modell 1998 óta nyújt szupervizor képzést (1998-ban a Hajnal Imre Egyetemen, majd 2001-től a Károli Egyetem keretében) holland/német képzési minta alapján. Önálló szociális munka szupervíziójára felkészítő képzés az ELTE-n 2005-ben indult el.

## Külső hivatkozások
- Szupervíziólap
- Coachinglap
- Országos és nemzetközi szinten több szakmai szövetség működik, a nemzetközi szervezetek közül jelenleg a legjelentősebbek a következők: Association of National Organizations for Supervision in Europe (ANSE; http://www.anse.eu) European Association for Supervision and Coaching in Europe (EASC; http://www.easc-online.eu/) International Coach Federation (ICF;http://www.coachfederation.at/)  European Mentoring and Coaching Council (EMCC;http://www.emccouncil.org/)
- Mentor Szociális munka Szupervíziós Egyesület weblapja https://sites.google.com/view/mentoregyesulet/dokumentumai?authuser=0
- ELTE TáTk Szociális munka szupervizor képzés https://tatk.elte.hu/egyebkepzesek
- Károli Református Egyetem szupervizor képzés https://btk.kre.hu/index.php/szupervizor-szakiranyu-tovabbkepzes